# Línea R5 (AUVASA)
La línea R5 de AUVASA es un servicio nocturno que se presta durante las Ferias y Fiestas de la Virgen de San Lorenzo de la ciudad de Valladolid. Une el Recinto Ferial con el centro de la ciudad y los barrios de Pilarica y Belén.

## Frecuencias
| DÍA                                       | LUGAR DE SALIDA  | HORARIOS DE SALIDA                   |
| ----------------------------------------- | ---------------- | ------------------------------------ |
| Lunes a jueves laborables y días festivos | REAL DE LA FERIA | 23:30, 0:00, 0:30 y 1:00             |
| Viernes y vísperas de festivos            | REAL DE LA FERIA | 23:30, 0:00, 0:30, 1:00, 1:30 y 2:00 |
| Último día de ferias                      | REAL DE LA FERIA | 23:30 y 0:00                         |

## Paradas
| Hacia Barrio Belén                        | Correspondencia con líneas:        |
| ----------------------------------------- | ---------------------------------- |
| Avda. Mundial 82 Estadio José Zorrilla    | R R1 R2 R3 R4                      |
| Pza. Juan de Austria centro comercial     | B4                                 |
| Pº Zorrilla 39 esq. Puente Colgante       | B4                                 |
| Pº Zorrilla 1 antiguo Hosp. Militar       | B4                                 |
| C/ Gamazo 17 esq. Bailén                  | B1                                 |
| Pza. España 12 igl. capuchinos            | -                                  |
| C/ Labradores 1 esq. Pza. Cruz Verde      | -                                  |
| C/ Alonso Pesquera 5 esq. Fidel Recio     | -                                  |
| Pza. Col. Santa Cruz 9                    | B3                                 |
| C/ Verbena esq. Nicasio Pérez             | -                                  |
| C/ Santa Lucía 62 esq. Pza. Luis Braille  | -                                  |
| Pº del Cauce Centro Salud Pilarica        | B3                                 |
| Pº del Cauce Ing. Industriales            | B3                                 |
| Avda. Valle Esgueva 6 Económicas          | -                                  |
| Avda. Valle Esgueva fte. 81 esq. Incienso | Estación de Valladolid-Universidad |
| Pº Belén Campus Miguel Delibes            | -                                  |